# Olivér Perge
Olivér Perge (22 aprile 1988) è uno speedcuber ungherese,  che attualmente detiene il record del mondo nella risoluzione singola del Rubik's Clock  ottenuto al Bristol Open 2009 oltre a quattro record nazionali.

## Record rilevanti

### Singolo
- Clock 6"93, record del mondo
- Cubo di Rubik nel minor numero di mosse 26, record ungherese e secondo al mondo
- Magic 0"83, record ungherese e sesto al mondo

### Media di 5
- Clock 9"50, ottavo al mondo
- Magic 0"94, record ungherese e settimo al mondo